# ویسوکه وسلی
ویسوکه وسلی (به لاتین: Vysoké Veselí) یک منطقهٔ مسکونی در جمهوری چک است که در شهرستان ییچین واقع شده‌است.
 ویسوکه وسلی  ۸۹۶ نفر جمعیت دارد.